# Liste der Monuments historiques in Tuffalun
Die Liste der Monuments historiques in Tuffalun führt die Monuments historiques in der französischen Gemeinde Tuffalun auf.

## Liste der Bauwerke
| Bezeichnung            | Beschreibung                                              | Standort                                | Kennzeichnung | Schutzstatus   | Datum     | Bild           |
| ---------------------- | --------------------------------------------------------- | --------------------------------------- | ------------- | -------------- | --------- | -------------- |
| Château de la Grézille | Burg, erbaut ab dem 13. Jahrhundert; zugehörig die Kirche | Ambillou-Château, rue du Château (Lage) | PA00108856    | Inscrit Classé | 1988 1992 | weitere Bilder |

## Liste der Objekte
- Monuments historiques (Objekte) in Tuffalun in der Base Palissy des französischen Kultusministeriums